# Ramona Petzelberger
Ramona Petzelberger (Essen, 13 novembre 1992) è una calciatrice tedesca, centrocampista del Como.

## Carriera

### Club
Petzelberger ha iniziato la sua carriera nel Polizei SV Essen (PSV Essen), società polisportiva di Essen legata al locale distretto di Polizia, giocando nelle sue formazioni giovanili di calcio prima di trasferirsi al 2001 Duisburg per giocare, sempre a livello giovanile, nella sua prima squadra interamente femminile.
Nel 2008 coglie l'occasione per disputare la sua prima stagione da senior, sottoscrivendo un contratto con il Wattenscheid 09, club appena retrocesso in 2. Frauen-Bundesliga, secondo livello del campionato tedesco di categoria. Qui, segnando 4 reti in 15 incontri di campionato, contribuisce a far raggiungere alla sua squadra il quarto posto nel girone Süd.
Durante la seguente sessione estiva di calciomercato Petzelberger assieme alle tre compagne di club, i difensori Julia Debitzki e Sarah Schröder, e la pari ruolo Claudia Kalin si trasferiscono al Bad Neuenahr, nobile decaduta del calcio femminile tedesco in cerca di integrare il proprio organico per scongiurare la quasi retrocessione in cadetteria della stagione precedente. Ottenuto qui un posto da titolare nel reparto di centrocampo dall'allenatore Thomas Obliers, scende in campo, debuttando in Frauen-Bundesliga (1º livello) il 20 settembre 2009, già alla 1ª giornata di campionato, nella vittoria esterna per 2-0 sul TeBe Berlino, andando poi a rete per la prima volta tre giornate più tardi siglando al 75' il secondo gol nella vittoria casalinga per 3-0 sul Friburgo. Resta in organico con il club di Bad Neuenahr-Ahrweiler complessivamente per tre stagioni, contribuendo a far raggiungere alla sua squadra posizioni di metà classifica che le garantiscono un'agevole salvezza, nonché in DFB-Pokal der Frauen, la Coppa di lega femminile della Germania, le semifinali nell'edizione 2010-2011.

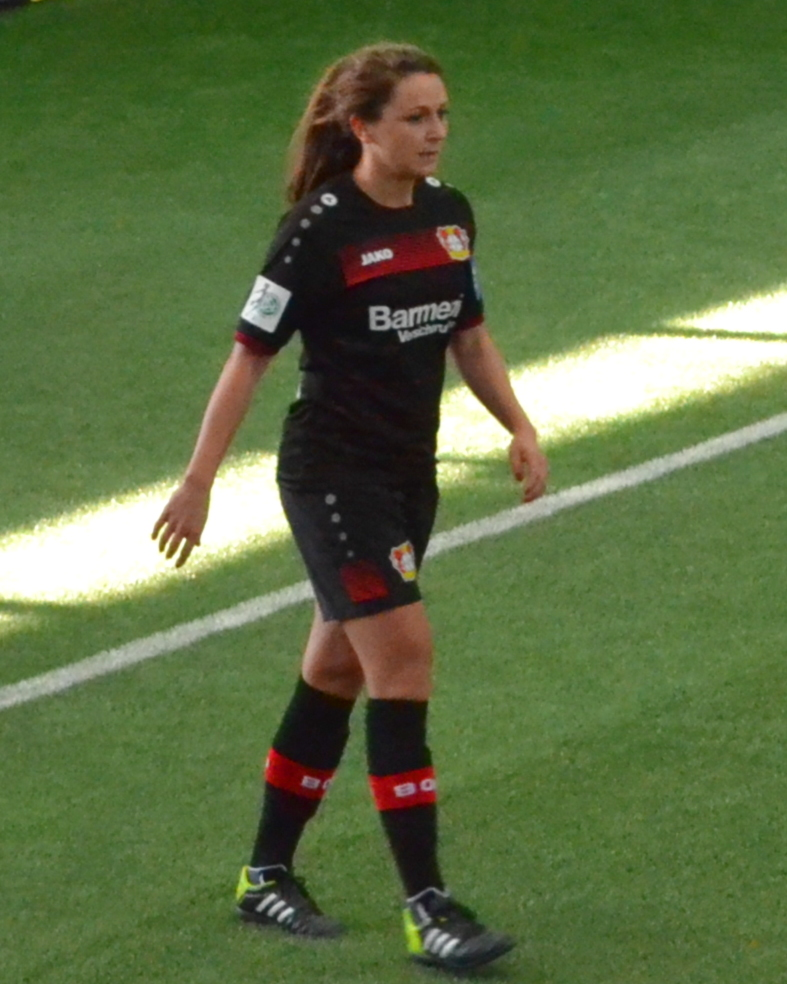
Petzelberger con la maglia del nel gennaio 2017.

Nell'estate 2012 si trasferisce al Bayer Leverkusen, al suo terzo campionato in Bundesliga femminile, andando a integrare il reparto di centrocampo assieme a Isabel Kerschowski, di provenienza Turbine Potsdam, per scongiurare la quasi retrocessione in cadetteria della stagione precedente. Il nuovo allenatore della squadra, Thomas Obliers, la impiega da titolare fin dalla prima partita giocata in campionato, il 23 settembre, nell'anticipo della 3ª giornata che vede la sua nuova squadra sconfitta in trasferta 4-2 sul campo del 1. FFC Francoforte. Il sodalizio con la squadra di Leverkusen dura complessivamente cinque stagioni, dove il miglior risultato ottenuto è il settimo posto nel campionato 2013-2014, complicato nella stagione 2015-2016, nella quale rimane indisponibile da ottobre al maggio successivo e dove nell'ultima stagione, quella conclusa con la retrocessione in 2. Frauen-Bundesliga, ne diventa anche capitano.
Nella sessione estiva di calciomercato 2017 viene annunciato il suo ritorno nella regione della Ruhr, firmando un contratto biennale con l'SGS Essen, in seguito rinnovato per una terza stagione. A disposizione del tecnico Daniel Kraus, alla sua prima stagione con il club di Essen rimane a lungo indisponibile per infortunio, per lei solo 2 presenze in campionato, problema che ne compromette l'utilizzo per la prima parte della stagione 2018-2019, riuscendo tuttavia a risultate, con 5 reti siglate su 12 incontri di campionato, la terza migliore marcatrice della squadra dopo Lea Schüller (14) e Lena Oberdorf (9) e a pari merito con Sarah Freutel, e nell'ultima stagione, la stagione 2019-2020 nella quale, nonostante la parziale indisponibilità, è stata determinante per il raggiungimento della finale di DFB-Pokal grazie all'assist fornito nei quarti di finale nella vittoria per 3-1 sul Turbine Potsdam e al gol di testa che apre le marcature nella semifinale vinta 3-1 sulla sua ex squadra del Bayer Leverkusen.
Nell'estate 2020 si concretizza la sua prima esperienza professionale all'estero, trasferendosi all'Aston Villa, neopromosso in FA Women's Super League, livello di vertice del campionato inglese di categoria, chiamata ad adeguare il proprio organico in vista del campionato più impegnativo. A disposizione dell'allenatrice Gemma Davies come centrocampista offensiva, Petzelberger debutta da titolare già dalla 1ª giornata di Super League, il 5 settembre, nella sconfitta interna per 2-0 con il Manchester City, andando a rete per la prima volta nella sua esperienza in Inghilterra fissando il risultato nella vittoria esterna per 2-0 sul Brighton & Hove della 6ª giornata. Nella partita di ritorno con il Manchester City subisce un infortunio che pur sembrando di piccola entità la tiene lontana dai campi di gioco per qualche mese, e impiegata dal subentrato Marcus Bignot solo a due giornate dal termine. Rimasta una  seconda stagione, la nuova allenatrice Carla Ward la impiega con regolarità, arrivando a 19 presenze in campionato e, grazie ai tre gol segnati, spartendo con Remi Allen la posizione di migliore realizzatrice in Super League della squadra che, pur con il peggiore attacco, solo 13 reti, conclude al 9º posto assicurandosi la salvezza.
Conclusi gli obblighi contrattuali con il club di Birmingham, durante la pausa estiva si trasferisce al Tottenham, tuttavia la sua prima stagione con le Spurs si rivela molto problematica. Dopo aver disputato diverse partite di pre-campionato viene impiegata da Rehanne Skinner solo 25 minuti del derby del nord di Londra di settembre per poi rimanere indisponibile fino al maggio 2023, tornando a calcare il terreno di gioco negli ultimi minuti della sconfitta esterna per 3-0 con il Manchester United alla 20ª giornata di campionato. Nella stagione 2023-2024 il nuovo tecnico Robert Vilahamn le offre spazio sostanzialmente in turnover, riuscendo a marcare solo 10 presenze in campionato alle quali si aggiungono le 5 complessiva, con una rete in League Cup, nelle due Coppe disputate dalla squadra dell'omonimo quartiere londinese.
Il 21 settembre 2024, a campionato già iniziato, viene annunciato il suo ingaggio a titolo definitivo da parte del Como, a completamento organico per affrontare la sua terza stagione in Serie A, con cui firma un contratto biennale per la sue seconda esperienza in un campionato estero. Sotto la direzione tecnica di Stefano Sottili fa il suo debutto in campionato già il giorno successivo all’annuncio, alla 3ª giornata, rilevando Nadine Nischler al 73' della sconfitta interna per 3-1 con la Roma.

### Nazionale
Petzelberger ha giocato nelle selezioni giovanili della Germania dal 2007 al 2012, partendo dalla selezione under 16 dove viene chiamata in occasione della doppia amichevole con le pari età della Francia del 30 ottobre e 1º novembre 2007, debuttando nella prima delle due partite vinta per 7-0. Rimasta in quota fino al 2008 disputa 8 incontri, tutti in amichevole, siglando due reti.
Sempre del 2008 è la sua prima convocazione in under 17, chiamata per disputare le qualificazioni all'Europeo di categoria 2009. Dopo aver debuttato andando anche a rete il 21 settembre, nella terza e ultima partita della prima fase, vinta 8-0 sulla Finlandia, gioca tutti gli altri tre incontri della seconda fase contribuendo con altre tre reti, una per partita, all'accesso alla fase finale. Dopo aver sconfitto la Francia 4-1 in semifinale, festeggia infine con le compagne la conquista del secondo titolo di Campionesse d'Europa dopo aver superato per 7-0 la Spagna nella finale al Centre sportif de Colovray di Nyon..
Quello stesso anno viene chiamata dalle co-selezionatrici Maren Meinert e Bettina Wiegmann nella formazione under 19, con la quale debutta il 27 ottobre 2009 siglando anche l'unica rete dell'amichevole vinta dalla Germania sulla Svezia. Oltre ad altre 5 amichevoli giocate con quella maglia tra il 2010 e il 2011, disputa, vincendolo, l'Europeo di Italia 2011, superando in finale la Norvegia per 8-1. Complessivamente con la U19 raggiunge le 15 presenze segnando 4 gol.
Nel frattempo già dal 2010 Meinert, responsabile anche della selezione under 20, la convoca in occasione delle amichevoli di preparazione per una valutazione in vista del Mondiale casalingo 2010. Petzelberger debutta nel primo dei due incontri previsti in giugno, rilevando Alexandra Popp al 60' della vittoria per 3-1 sugli Stati Uniti e giocando anche il successivo tre giorni più tardi perso 2-1 con il Giappone, tuttavia Meinert non la conferma in rosa per il torneo FIFA.
Due anni più tardi Meinert decide di inserirla nella lista delle 21 ragazze in partenza per il Mondiale del Giappone 2012. Scesa in campo con la fascia di capitano, Petzelberger gioca tutti i sei incontri previsti dal torneo giungendo la Germania alla finale da imbattuta e senza aver mai subito reti, ma perdendo l'ultima sfida con gli Stati Uniti che l'8 settembre, davanti ai 31 114 spettatori dello Stadio nazionale del Giappone di Tokyo vincono per 1-0 aggiudicandosi il trofeo per la terza volta.

## Statistiche

### Presenze e reti nei club
Statistiche aggiornate al 9 febbraio 2025.
| Stagione                | Squadra                 | Campionato              | Campionato | Campionato | Coppe nazionali | Coppe nazionali | Coppe nazionali | Coppe internazionali | Coppe internazionali | Coppe internazionali | Altre coppe | Altre coppe | Altre coppe | Totale | Totale |
| Stagione                | Squadra                 | Comp                    | Pres       | Reti       | Comp            | Pres            | Reti            | Comp                 | Pres                 | Reti                 | Comp        | Pres        | Reti        | Pres   | Reti   |
| ----------------------- | ----------------------- | ----------------------- | ---------- | ---------- | --------------- | --------------- | --------------- | -------------------- | -------------------- | -------------------- | ----------- | ----------- | ----------- | ------ | ------ |
| 2008-2009               | Wattenscheid 09         | 2FB                     | 15         | 4          | CG              | 1               | 0               | -                    | -                    | -                    | -           | -           | -           | 16     | 4      |
| 2009-2010               | Bad Neuenahr            | BL                      | 22         | 3          | CG              | 2               | 1               | -                    | -                    | -                    | -           | -           | -           | 24     | 4      |
| 2010-2011               | Bad Neuenahr            | BL                      | 20         | 2          | CG              | 4               | 1               | -                    | -                    | -                    | -           | -           | -           | 24     | 3      |
| 2011-2012               | Bad Neuenahr            | BL                      | 19         | 1          | CG              | 3               | 0               | -                    | -                    | -                    | -           | -           | -           | 22     | 1      |
| Totale Bad Neuenahr     | Totale Bad Neuenahr     | Totale Bad Neuenahr     | 61         | 6          | -               | 9               | 2               | -                    | -                    | -                    | -           | -           | -           | 70     | 8      |
| 2012-2013               | Bayer Leverkusen        | BL                      | 21         | 3          | CG              | 1               | 0               | -                    | -                    | -                    | -           | -           | -           | 22     | 3      |
| 2013-2014               | Bayer Leverkusen        | BL                      | 22         | 3          | CG              | 1               | 0               | -                    | -                    | -                    | -           | -           | -           | 23     | 3      |
| 2014-2015               | Bayer Leverkusen        | BL                      | 22         | 1          | CG              | 2               | 0               | -                    | -                    | -                    | -           | -           | -           | 24     | 1      |
| 2015-2016               | Bayer Leverkusen        | BL                      | 6          | 0          | CG              | 2               | 1               | -                    | -                    | -                    | -           | -           | -           | 8      | 1      |
| 2016-2017               | Bayer Leverkusen        | BL                      | 13         | 0          | CG              | 4               | 1               | -                    | -                    | -                    | -           | -           | -           | 17     | 1      |
| Totale Bayer Leverkusen | Totale Bayer Leverkusen | Totale Bayer Leverkusen | 84         | 7          | -               | 9               | 2               | -                    | -                    | -                    | -           | -           | -           | 93     | 9      |
| 2017-2018               | SGS Essen               | BL                      | 2          | 0          | CG              | -               | -               | -                    | -                    | -                    | -           | -           | -           | 2      | 0      |
| 2018-2019               | SGS Essen               | BL                      | 12         | 5          | CG              | -               | -               | -                    | -                    | -                    | -           | -           | -           | 12     | 5      |
| 2019-2020               | SGS Essen               | BL                      | 10         | 2          | CG              | 4               | 1               | -                    | -                    | -                    | -           | -           | -           | 14     | 3      |
| Totale SGS Essen        | Totale SGS Essen        | Totale SGS Essen        | 24         | 7          | -               | 4               | 1               | -                    | -                    | -                    | -           | -           | -           | 28     | 8      |
| 2020-2021               | Aston Villa             | WSL                     | 11         | 3          | WC              | -               | -               | -                    | -                    | -                    | WLC         | 2           | 0           | 13     | 3      |
| 2021-2022               | Aston Villa             | WSL                     | 19         | 3          | WC              | 1               | 0               | -                    | -                    | -                    | WLC         | 3           | 1           | 23     | 4      |
| Totale Aston Villa      | Totale Aston Villa      | Totale Aston Villa      | 30         | 6          | -               | 1               | 0               | -                    | -                    | -                    | -           | 5           | 1           | 36     | 7      |
| 2022-2023               | Tottenham               | WSL                     | 2          | 0          | WC              | -               | -               | -                    | -                    | -                    | WLC         | -           | -           | 2      | 0      |
| 2023-2024               | Tottenham               | WSL                     | 10         | 0          | WC              | 1               | 0               | -                    | -                    | -                    | WLC         | 4           | 1           | 15     | 1      |
| Totale Tottenham        | Totale Tottenham        | Totale Tottenham        | 12         | 0          | -               | 1               | 0               | -                    | -                    | -                    | -           | 4           | 1           | 17     | 1      |
| 2024-2025               | Como                    | A                       | 15         | 0          | CI              | -               | -               | -                    | -                    | -                    | -           | -           | -           | 15     | 0      |
| Totale carriera         | Totale carriera         | Totale carriera         | 226        | 26         | -               | 24              | 5               | -                    | -                    | -                    | -           | 9           | 2           | 259    | 33     |

## Palmarès

### Nazionale
- Campionato d'Europa under 17: 1

2009
- Campionato d'Europa under 19: 1

2011